# Michael Mols
Michael Alexander Mols (Amsterdam, 17 de dezembro de 1970) é um ex-futebolista holandês.

## Carreira profissional
Mols foi jogador das categorias de base do Ajax, tendo atuado desde os 14 anos pelo time de sua cidade natal, após jogar em clubes amadores. Profissionalizou-se em 1990, porém não jogou nenhuma vez pela equipe principal dos Ajacieden, estreando oficialmente apenas em 1991, no Cambuur. Pelo clube, Mols marcou 13 gols em 43 partidas. 
Sua carreira na Eredivisie continuou após sua transferência para o FC Twente. Nesta equipe, fez história ao se tornar um dos mais importantes jogadores do elenco, atuando em 107 partidas oficiais e marcando 26 gols. Depois, veio a transferência para o FC Utrecht, onde novamente teve boas temporadas, marcando 49 gols em 94 partidas, sendo que teve 2 passagens pelo clube (1996-99 e 2004-05). Na segunda passagem, fez 14 partidas e apenas 1 gol. 
Ele também teve carreira significativa no Glasgow Rangers da Escócia. Pelo time azul de Glasgow, ele marcou 38 gols em 86 partidas, sendo algumas delas no importante clássico local, contra o Celtic. Já veterano, chegou ao ADO Den Haag em 2005 e, duas temporadas depois, ao Feyenoord, onde jogou 39 vezes e marcou 4 gols, encerrando a carreira em 2009, aos 38 anos de idade.

## Seleção Holandesa
Pela Seleção Holandesa, o atacante fez sua estreia em janeiro de 1995, contra a França. Chegou a ser convocado para 2 amistosos em 1998 (contra Estados Unidos e México) porém não foi à Copa da França. Jogou mais 2 amistosos em 1999, não sendo convocado outra vez desde então.

## Estatísticas
| Temporada | Clube              | País    | Partidas | Gols | Liga                    |
| --------- | ------------------ | ------- | -------- | ---- | ----------------------- |
| 1990/91   | Ajax               | Holanda | 0        | 0    | Eredivisie              |
| 1991/92   | Cambuur Leeuwarden | Holanda | 24       | 5    | Eredivisie              |
| 1992/93   | Cambuur Leeuwarden | Holanda | 19       | 8    | Eredivisie              |
| 1992/93   | FC Twente          | Holanda | 16       | 5    | Eredivisie              |
| 1993/94   | FC Twente          | Holanda | 26       | 8    | Eredivisie              |
| 1994/95   | FC Twente          | Holanda | 34       | 11   | Eredivisie              |
| 1995/96   | FC Twente          | Holanda | 31       | 2    | Eredivisie              |
| 1996/97   | FC Utrecht         | Holanda | 31       | 13   | Eredivisie              |
| 1997/98   | FC Utrecht         | Holanda | 32       | 16   | Eredivisie              |
| 1998/99   | FC Utrecht         | Holanda | 31       | 20   | Eredivisie              |
| 1999/00   | Glasgow Rangers    | Escócia | 9        | 9    | Scottish Premier League |
| 2000/01   | Glasgow Rangers    | Escócia | 13       | 5    | Scottish Premier League |
| 2001/02   | Glasgow Rangers    | Escócia | 14       | 2    | Scottish Premier League |
| 2002/03   | Glasgow Rangers    | Escócia | 27       | 13   | Scottish Premier League |
| 2003/04   | Glasgow Rangers    | Escócia | 35       | 9    | Scottish Premier League |
| 2004/05   | FC Utrecht         | Holanda | 14       | 1    | Eredivisie              |
| 2005/06   | ADO Den Haag       | Holanda | 29       | 3    | Eredivisie              |
| 2006/07   | ADO Den Haag       | Holanda | 31       | 5    | Eredivisie              |
| 2007/08   | Feyenoord          | Holanda | 22       | 2    | Eredivisie              |
| 2008/09   | Feyenoord          | Holanda | 18       | 2    | Eredivisie              |
| Total     | Total              | Total   | 455      | 139  | 139                     |

## Links
- Michael Mols em National-Football-Teams.com